# Polyrhachis unicuspis
Polyrhachis unicuspis är en myrart som beskrevs av Carlo Emery 1898. Polyrhachis unicuspis ingår i släktet Polyrhachis och familjen myror. Inga underarter finns listade i Catalogue of Life.

## Bildgalleri

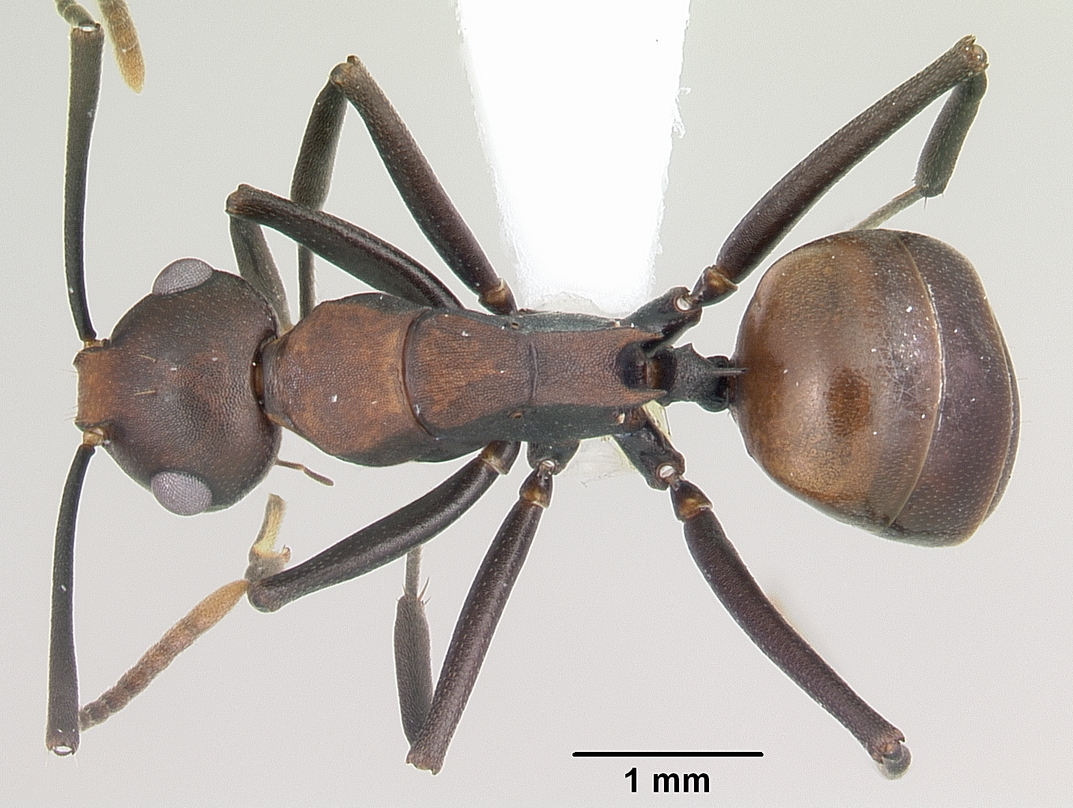
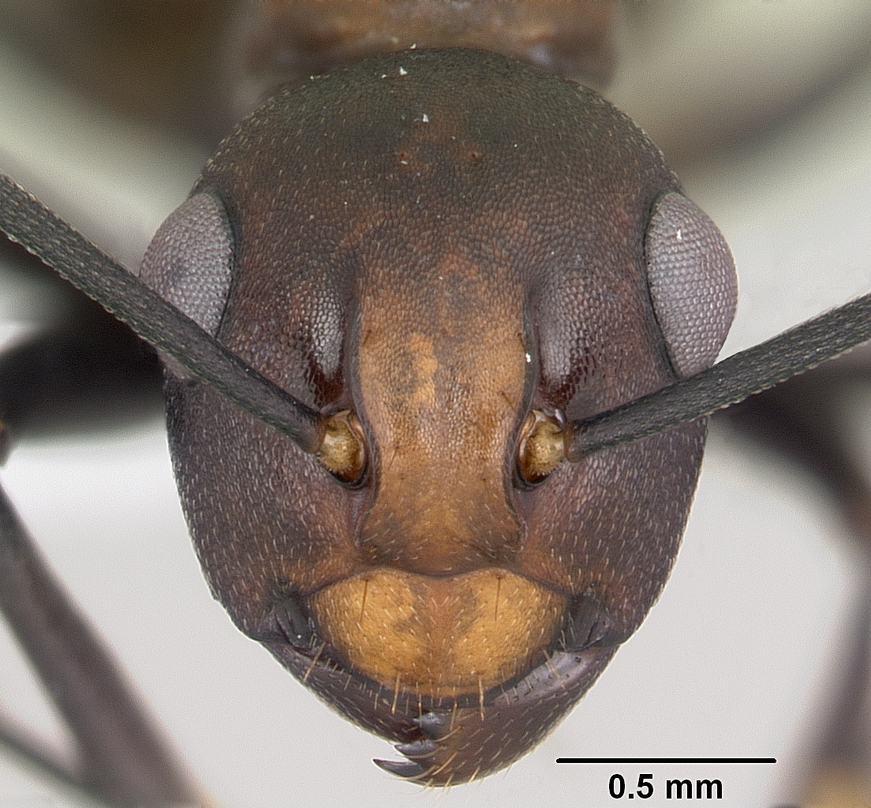
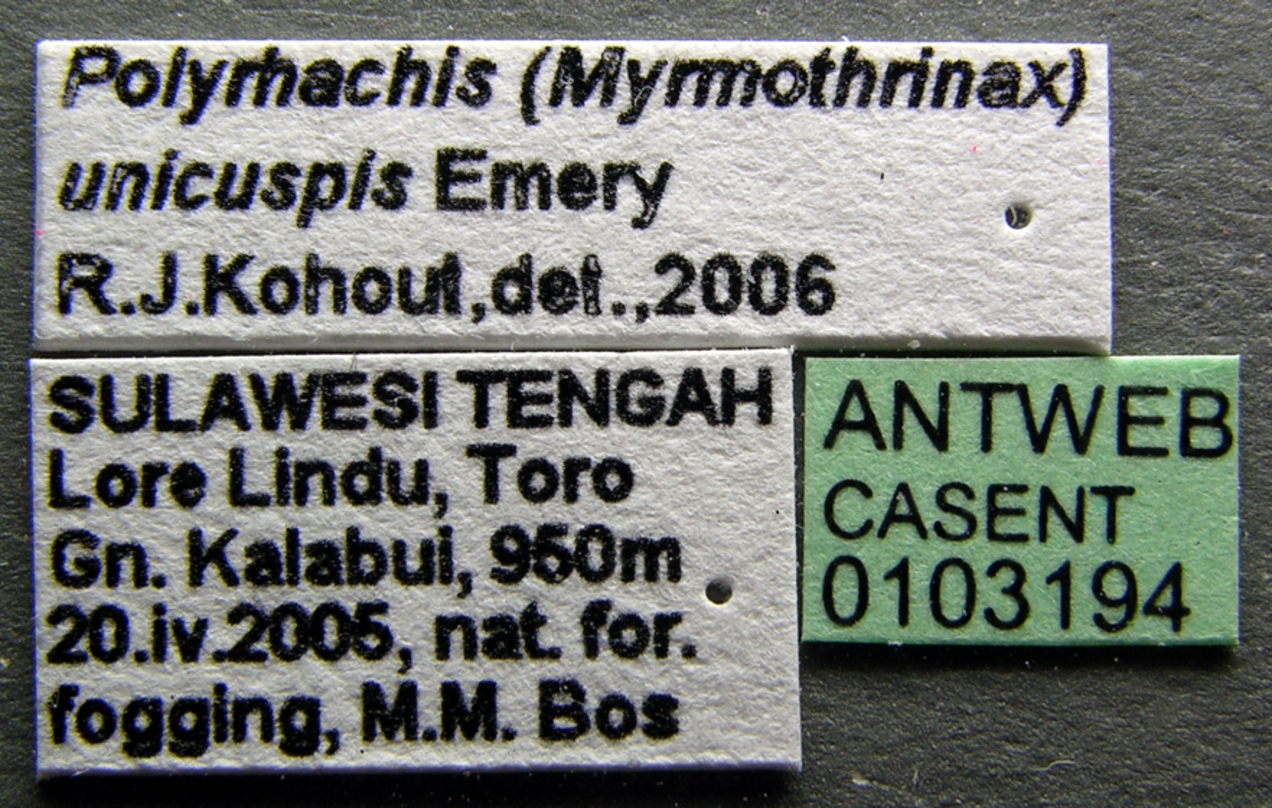
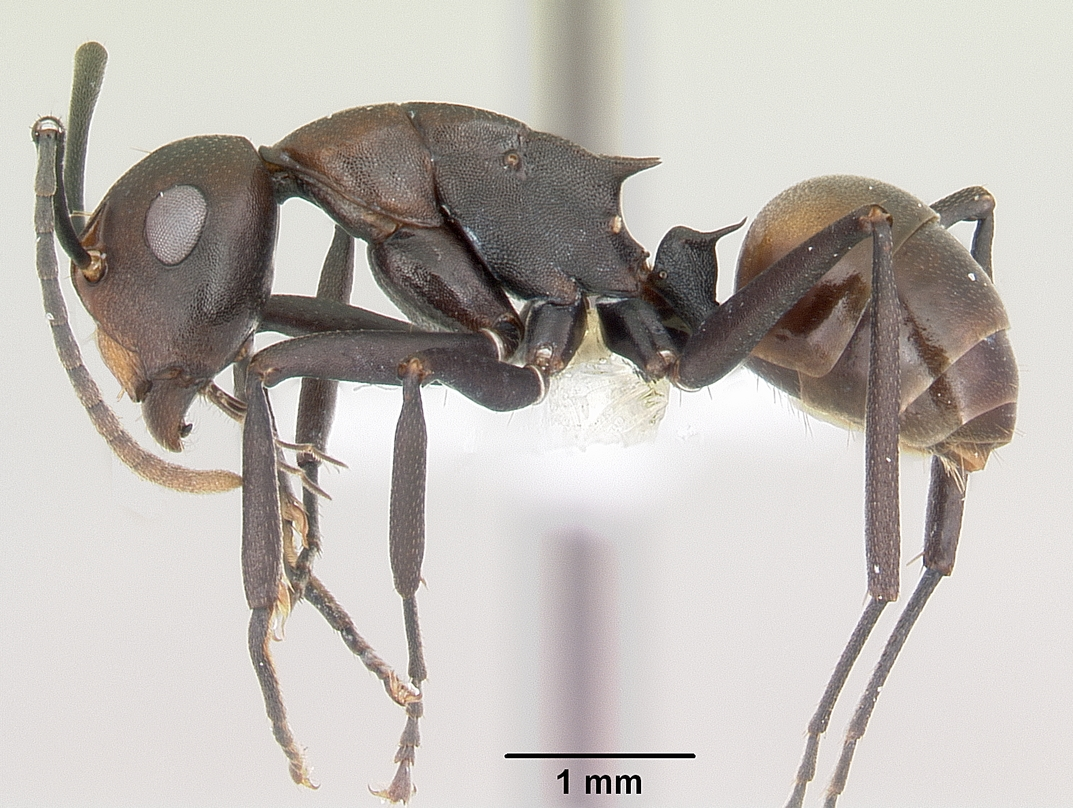